# Bahla
Bahla  (|بهلا in arabo), è una città nella regione di Ad Dakhiliyah nell'Oman.
In città si trova il forte Bahla, che è stato inserito nella lista del patrimonio dell'umanità dell'UNESCO. La città è anche famosa in tutto il paese per le sue ceramiche.